# Let's Call It Off
Singles de Peter Bjorn and John
"Young Folks"
(2006) "Objects of My Affection"
(2007)
Let's Call It Off est une chanson et un single du groupe Peter Bjorn and John, lancé le 30 octobre 2006. Le morceau est apparu sur l'album Writer's Block, dont il est le deuxième extrait.
Un remix de la pièce « Let's Call It Off » par Girl Talk apparaît en bonus sur certaines éditions de l'album Writer's Block.

## Liste des morceaux
1. « Let's Call It Off »
2. « (I Just Wanna) See Through »